# Puebla del Prior
Puebla del Prior ist ein Dorf und eine Gemeinde (municipio) mit 460 Einwohnern (Stand: 2024) im Zentrum der spanischen Provinz Badajoz in der Autonomen Gemeinschaft Extremadura. 

## Lage
Puebla del Prior liegt etwa 95 Kilometer ostsüdöstlich der Provinzhauptstadt Badajoz und etwa 35 Kilometer südsüdöstlich von Mérida in einer Höhe von ca. 370 m.Das Klima im Winter ist gemäßigt, im Sommer dagegen warm bis heiß; die eher geringen Niederschlagsmengen (ca. 443 mm/Jahr) fallen – mit Ausnahme der nahezu regenlosen Sommermonate – verteilt übers ganze Jahr.

## Bevölkerungsentwicklung
| Jahr      | 1970 | 1981 | 1991 | 2001 | 2011 | 2021 |
| Einwohner | 696  | 645  | 627  | 560  | 524  | 470  |

## Sehenswürdigkeiten
- Stephanuskirche (Iglesia de San Esteban)

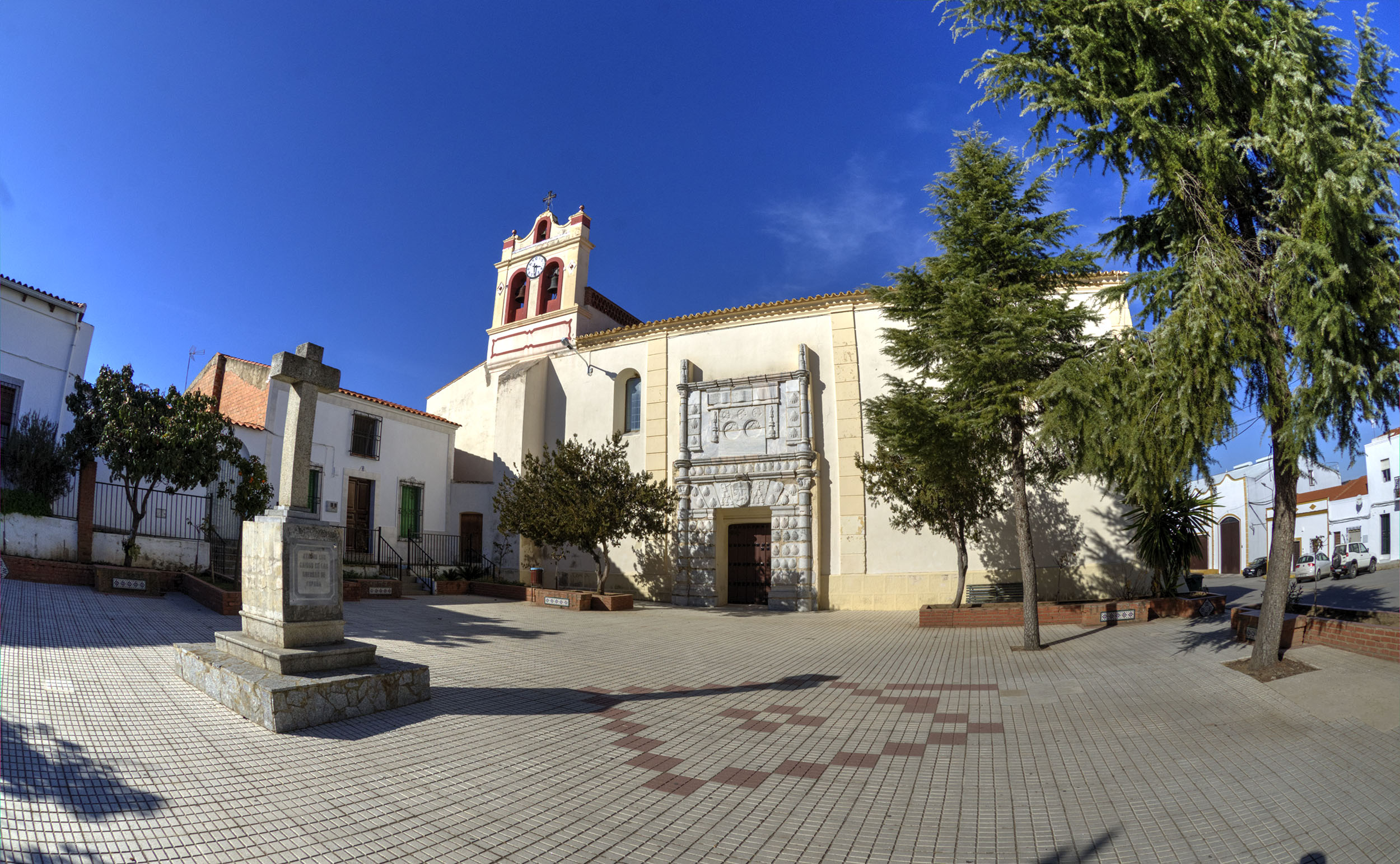
Stephanuskirche